# كايدية (ملاثاني)
کایدیة (بالفارسية: کاییدیه) هي منطقة سكنية تقع في إيران في قسم ملاثاني الريفي. يقدر عدد سكانها بـ 128 نسمة بحسب إحصاء 2016.